# Nena
Cet article concerne la chanteuse. Pour le groupe, voir Nena (groupe). Pour le supercontinent, voir Nena (supercontinent).
Ne doit pas être confondu avec Nenna ou Nina Hagen.
Gabriele Susanne Kerner, dite Nena, née le 24 mars 1960 à Hagen, en Allemagne de l'Ouest, est une auteure-compositrice-interprète et actrice allemande.
Très populaire en Allemagne, Nena est surtout connue pour sa chanson 99 Luftballons, succès mondial en 1983, histoire de 99 ballons pacifiques qui se promènent dans le ciel et qui, pris par les autorités pour une attaque ennemie, provoquent une guerre mondiale. Nena est également le nom du groupe avec lequel elle interprétait cette chanson.

## Biographie

### Jeunesse
Gabriele Susanne Kerner naît en 1960 à Hagen. Sa famille vit à Breckerfeld où la chanteuse passe les cinq premières années de son existence, puis à Hagen. Elle est surnommée « Nena » (diminutif espagnol de Niña, qui veut dire « petite fille ») à l'âge de trois ans lors de vacances en Espagne avec ses parents. Elle a une sœur et un frère cadet. Pour répondre au souhait de ses parents, en 1977, elle quitte prématurément le lycée pour suivre une formation d’orfèvre, qu'elle interrompt, privilégiant sa passion pour la musique.

### Début de carrière
Elle commence sa carrière en novembre 1977, lorsqu'elle rencontre Rainer Kitzman dans une discothèque, et celui-ci lui propose d'intégrer son groupe the Stripes en tant que chanteuse, ce qui se concrétise. Leur premier concert aura lieu le 21 décembre 1978, Nena était alors âgée de 18 ans. Le premier single du groupe, Ecstasy, sort fin 1979, et un EP intitulé the Stripes en 1980. Trois autres singles sortent mais ne rencontrent pas un grand succès. En 1981, le groupe se sépare.

### Le groupe Nena
En 1981, Nena et son compagnon de l'époque, Rolf Brendel, déménagent à Berlin-Ouest, où ils rencontrent les futurs membres du groupe Nena.
En 1982, le groupe « Nena » sort son premier titre, Nur geträumt (Seulement rêvé), qui entre directement dans les meilleures ventes en Allemagne après leur passage à l'émission de télévision Musikladen (Magasin de Musique). La chanson se vend à 40 000 exemplaires le jour après l'émission, et atteint la deuxième place des charts allemands, mais le plus gros succès demeure 99 Luftballons.
En 1983, le groupe sort son premier album Nena, avec les titres « Leuchtturm » (« Phare ») et « 99 Luftballons » (« 99 ballons »). 99 Luftballons devient numéro un des ventes en Allemagne en 1983, puis un succès international l'année suivante  ; en Angleterre la version en anglais prend la première place, tandis que la version originale en allemand est numéro 2 aux États-Unis. La chanson rencontre également un grand succès dans d'autres pays (no 10 en France). Ce titre traduit le rejet, par les nouvelles générations, de l'absurdité de la guerre froide et de la course au déploiement de missiles atomiques entre le bloc soviétique et le bloc occidental, avec les risques induits. À la même époque, ce même thème est évoqué dans des films comme The Day After ou encore Wargames.
En 1986, après la sortie de plusieurs autres albums qui n'atteignent pas la même diffusion, le groupe se sépare et Nena, âgée de 26 ans, décide de se lancer dans une carrière solo.

### Pause
Le premier album solo de Nena, Wunder gescheh'n, sort au début du mois de novembre 1989, quatre jours seulement avant la chute du mur de Berlin (le 9 novembre) . Elle interprète le titre éponyme à la fin du Konzert für Berlin (de), le 12 novembre 1989 au Deutschlandhalle. Depuis lors, le public allemand associe ce titre à cet événement historique. C'est un succès.
Dans les années 1990, Nena enregistre des disques de chansons et contes pour enfants. Elle présente aussi plusieurs émissions de TV.

### Retour sur scène

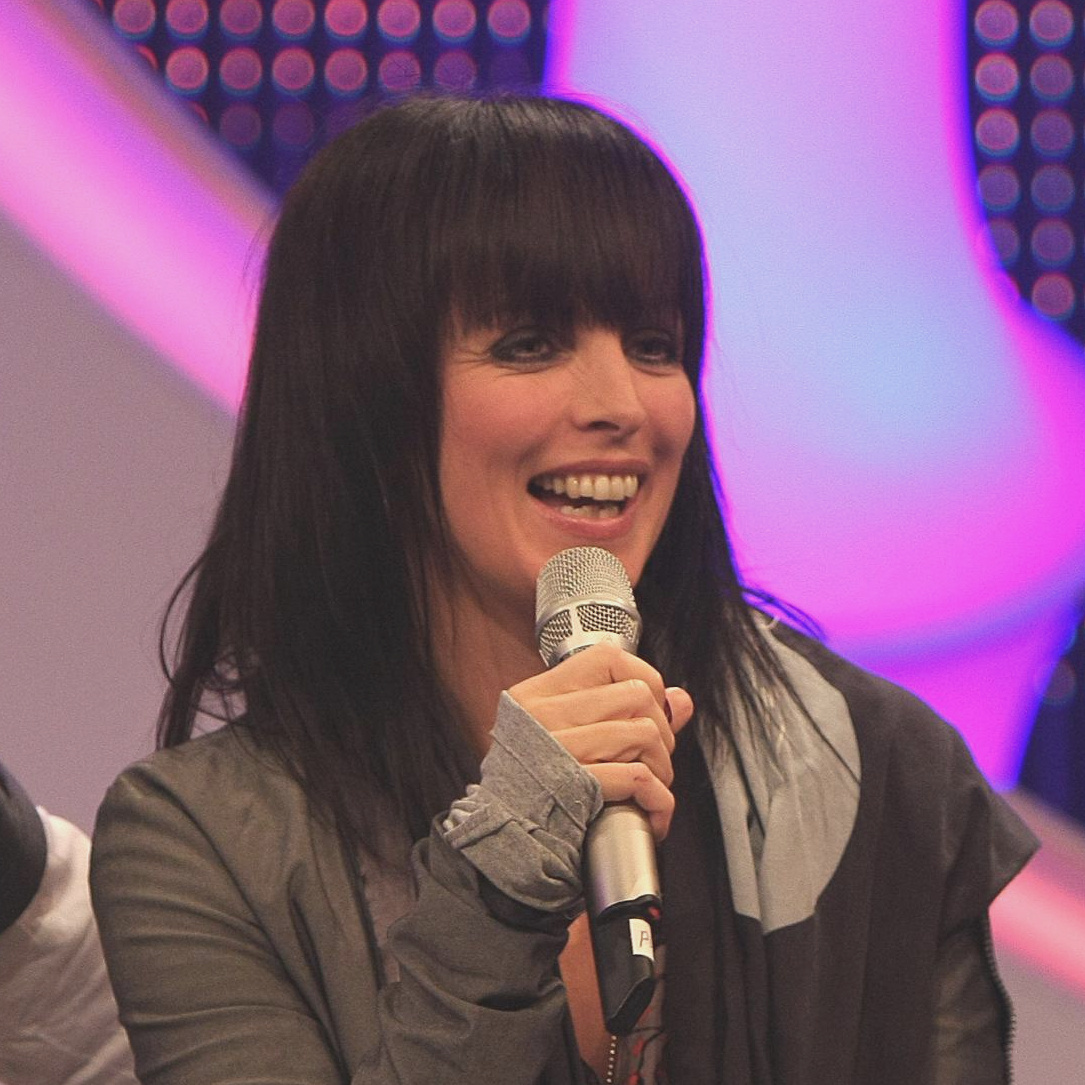
Nena en 2008.

Elle fait son retour sur la scène de la musique pop allemande en 2002 avec son album Nena feat. Nena 20 Jahre : das Jubiläums-Album, composé de reprises de ses propres chansons (dont des duos avec Joachim Witt sur Wunder geschehen et avec Udo Lindenberg sur Jetzt bist du weg). Elle y adjoint un autre duo avec Kim Wilde : Anyplace, Anywhere, Anytime. Ainsi, 13 des 14 titres sont des reprises, réenregistrés et réorchestrés.
En 2005, elle accède de nouveau à la première place des ventes allemandes avec le single Liebe ist (L'amour est...), premier single de l'album Willst du mit mir geh'n, qui est aussi le générique du feuilleton allemand Verliebt in Berlin connu en France sous le nom Le Destin de Lisa.
En avril 2007, elle sort le single Ich kann Nix Dafür pour le film Vollidiot. En octobre de la même année, elle sort un album intitulé Cover me, uniquement composé de reprises, notamment de David Bowie et de Rammstein.
Depuis 2009, les sorties de Nena sont publiées par son propre label, The Laugh & Peas Company, qui promeut également le travail du groupe de sa fille (ADAMEVA) ainsi que de Sharron Levy (en), ancienne participante de The Voice of Germany en 2011 dans l'équipe de cette dernière.
En juin 2009, elle réenregistre son tube 99 Luftballons pour la chaîne franco-allemande Arte, avec un nouveau clip et deux couplets en français.
Un nouvel album de la chanteuse intitulé Made in Germany sort le 2 octobre 2009. Le premier single extrait de cet album, Wir sind wahr, sort quant à lui le 18 septembre 2009, et un extrait est disponible sur le site officiel. Elle annonce aussi une tournée qui débute en avril 2010, passant par l'Allemagne, l'Autriche et la Suisse mais aussi la zone germanophone de Belgique et les Pays-Bas. Elle fête ses 50 ans, entourée d'artistes souhaitant lui rendre hommage, à la télévision allemande, émission diffusée quelques jours après la date réelle de son anniversaire.
Elle continue ensuite à produire différents singles et albums. Le 2 novembre 2012 sort ainsi l'album Du Bist Gut. Et le 27 février 2015, c'est au tour d'un album intitulé Oldschool.
Entre 2017 et 2020, Nena fait plusieurs featurings, notamment avec Zara Larsson pour sa chanson Only you ou encore avec Dave Stewart pour la chanson "Be my Rebel"
Toujours en 2017, une émission pour fêter les 40 ans de scène de la chanteuse est organisée. L'émission sera diffusée en octobre 2017 sur la chaîne allemande ZDF, et raconte la carrière de Nena depuis le début. Beaucoup d'artistes seront également invités afin de reprendre les chansons de Nena, tels que Zara Larsson ou encore Gianna Nannini, mais également ADAMEVA, le duo composé de Larissa Kerner, la fille de Nena et Marie Suberg, ou SAKIAS, le fils aîné de la chanteuse, frère jumeau de Larissa. 
En mai 2018, Nena commence son Nichts Versäumt Tour, pour fêter ses 40 ans sur scène. La tournée dure jusqu'en fin 2019, avec des concerts dans les pays germanophones, mais également aux Pays-Bas, en Espagne ou encore au Danemark.
Le 24 mars 2020, jour de son 60e anniversaire, Nena laisse paraître son nouveau single Licht. Le but de cette chanson est d'envoyer de l'espoir et de la lumière pendant la crise pandémique de 2020. Le 23 mars 2020, Nena écrit sur son compte Instagram : « Envoyons-nous de la lumière et de l'amour comme jamais auparavant ».
Le clip de ce nouveau single a été enregistré chez Nena, en toute simplicité, lors du premier confinement en Allemagne, toujours avec son propre label d'édition "The Laugh & Peas Company" chez Sony Music.
Nena participe à l'album Angelheaded Hipster: The Songs of Marc Bolan & T. Rex sorti en septembre 2020 en réinterprétant la chanson "Metal Guru", aux côtés d'artistes tels que U2, Elton John, Joan Jett... 
Le treizième album studio Licht attendu pour la fin de l'année 2020, sort le 16 octobre en se classant d'entrée en troisième position des ventes en Allemagne, puis en première position en seulement deux mois tant la popularité de l'artiste est restée importante depuis l'année 1982 ; ainsi qu'en Suisse, Belgique, Pays-Bas et Autriche. Son titre Wandern ressort rapidement des dix autres, c'est une ballade poétique et humaniste suscitant d'excellentes critiques de toutes parts et le plébiscite du public.
Lors d'un concert à Berlin en juillet 2021, elle appelle le public à ignorer les gestes barrière contre la pandémie Covid-19 et les dispositions prises en conséquence par l'organisateur du concert. Le concert est arrêté par l'organisateur avant le rappel. À la suite de cet événement, un concert prévu début septembre 2021 à Wetzlar est annulé à l'avance par les organisateurs. Ils veulent éviter que « les concerts [...] ne soient utilisés comme une scène politique ». D'autres annulations suivent.
En août 2021, en réponse aux nombreuses polémiques la concernant, Nena poste ce message sur ses réseaux sociaux :
« Je ne suis aucune idéologie et rejette tout ce qui amène la haine, la peur et la division. Je reste ouverte aux rencontres avec les gens, sans parti pris, avec le cœur. Et je continuerai à ne pas éviter ou ostraciser les personnes abandonnées et marginalisées simplement parce qu'elles pourraient être différentes, penser différemment où se sentir différentes de moi. Nous n'avons jamais appris à apprécier la différence de chacun. Nous pouvons changer cela en ce moment et choisir l'amour dès maintenant. Puissions-nous nous retrouver et repenser complètement notre unité en tant que famille humaine. Je souhaite que, et je sais que nous le pouvons ».
Nena fait son retour à la télé dans l'émission Das große Schlager-Comeback diffusée en direct le 23 juillet 2022, sur la chaîne allemande Das Erste. Son passage suscite beaucoup de critiques et beaucoup s'offusquent de cette apparition, expliquant que Nena ne devrait, selon eux, plus être invitée sur un plateau de télé. Malgré les nombreuses critiques négatives avant ainsi qu'après son passage dans l'émission, Nena offre une performance magnifique qui lui vaut une demande de chanson supplémentaire.

### Famille
Nena a un petit frère, Michael, et une petite sœur, Kristiane.
Peu après la séparation du groupe Nena, la chanteuse rencontre l'acteur suisse Benedict Freitag sur le tournage du film Der Unsichtbare (de). Les deux se mettront ensemble, et en 1988, leur premier enfant naît, malheureusement, gravement handicapé en raison d'erreurs médicales. Nena manque elle-même de mourir au moment de l'accouchement. Tous deux s'en sortiront, mais Christopher, le fils de Nena et Freitag, décèdera à l'âge de 11 mois en 1989, des suites de son handicap. Toujours en 1989, Nena tombe à nouveau enceinte, cette fois de jumeaux. Elle raconte avoir vu ses jumeaux dans ses rêves alors qu'elle était encore enceinte, et en 1990, elle met au monde une fille, Larissa et un fils, Sakias.
En 1992, Nena se sépare de Benedict Freitag et en 1994, elle rencontre Philipp Palm, un batteur et producteur de musique avec qui elle entamera rapidement une relation. Nena et Philipp auront deux enfants ensemble : Samuel né en 1995 et Simeon né en 1997. Nena et Philipp vivent aujourd'hui ensemble à Rahlstedt (de), un quartier de Hambourg, et Nena est grand-mère de sept petits-enfants.

### Autres travaux
- Au cinéma : En 1983, elle est l'héroïne de la comédie musicale À fond les ballons ! (Gib Gas - Ich will Spaß!) de Wolfgang Büld, diffusée en France sur Arte en 2010[11]. Elle a prêté sa voix au personnage de Saphira dans Eragon, et à celui de la princesse Selenia dans le film d'animation de Luc Besson Arthur et les Minimoys au côté de Bill Kaulitz, chanteur de Tokio Hotel (d'ailleurs fan de Nena), pour la version allemande de ces deux films.
- En 2005, Nena sort son livre, une autobiographie nommé comme son album : Willst du mit mir geh'n.
- En 2007, avec Philipp Palm, Thomas Simmerl, et Silke Steinfadt, elle créa la Neue Schule Hamburg, une école basée sur la pédagogie Sudbury, où les élèves décident de ce qu'ils veulent apprendre. L'établissement accueille 85 élèves, âgés de 5 à 18 ans[12].
- Elle est à la fin de l'année 2011, une des jurys de The Voice of Germany, où elle restera 3 saisons consécutives, aux côtés de Xavier Naidoo, Rea Garvey, et de The BossHoss
- En 2017, elle rejoint à nouveau le fauteuil rouge avec sa fille Larissa Kerner en tant que jury à The Voice Kids[13] ou elle restera pendant 2 saisons. Son équipe emportera notamment la victoire d'une d'entre elles, grâce à leur talent Sofie.
- En 2019, avec sa fille Larissa Kerner, elles créent une collection de vêtements en collaboration avec la marque allemande "Tom Tailor"[14]. Une autre collection sortira également en 2020.

## Discographie

### Albums du groupe Nena
- 1983 : Nena (01.1983) Columbia/Sony BMG Germany COL 491268 2-5099749126824
- 1984 : ? (Fragezeichen) (01.1984) Columbia/Sony BMG Germany COL 473565 9-5099747356599
- 1985 : Feuer und Flamme (06.1985) Columbia/Sony BMG Germany COL 473563 9-5099747356391
- 1985 : It's all in the Game (11.1985) Columbia/Sony BMG Germany COL 473563 9-5099747356391
- 1986 : Eisbrecher (11.1986) Columbia/Sony BMG Germany COL 473564 9-5099747356490

### Albums en solo
- 1989 : Wunder gescheh'n (11.1989) Epic/Sony BMG Germany EPC 466037 9-5099746603793
- 1990 : Komm, lieber Mai (album de contes)
- 1992 : Bongo Girl (09.1992) Epic/Sony BMG Germany EPC 472475 9-5099747247590
- 1994 : Und alles dreht Sich (04.1994) RMG/EMI Germany 829322 2-724382932222
- 1995 : Live (05.1995, live 2CD) RMG/Edel Germany 00 9650 2-782124965020
- 1995 : Unser Apfelhaus (Album pour enfants)
- 1996 : Nena und die Bambus Bären Bande (Album pour enfants)
- 1997 : Jamma nich (04.1997) Polydor/Universal Germany 537 307-2-731453730724
- 1997 : Nenas Weihnachtreise (Album de chanson de Noël)
- 1998 : Wenn alles richtig ist, dann stimmt was nich (07.1998) Polydor/Universal Germany 557 726-2-731455772623
- 1998 : Nena Live (11.1998, live) Polydor/Universal Germany 559786 2-731455978629
- 1999 : Nena macht Rabatz (Album pour enfants)
- 2001 : Chokmah (10.2001) EastWest/Warner Germany 0927 41965 2-809274196521
- 2002 : Nena feat. Nena (10.2002, reprises des années Columbia-Epic) Warner Strategic Marketing/Warner Germany 5046 60987 2-5050466098726
- 2002 : Tausend sterne (album de contes)
- 2002 : Madou und das Licht der Fantasie (Album pour enfants)
- 2003 : Nena feat. Nena Live (05.2003)
- 2004 : Nena Live Nena (03.2004, live) Warner Strategic Marketing/Warner Germany 5046 72231 2-5050467223127
- 2005 : Willst du mit mir gehen Warner Strategic Marketing/Warner Germany
- 2007 : Cover me Warner Strategic Marketing/Warner Germany
- 2008 : Himmel Sonne Wind und Regen (Album pour enfants)
- 2009 : Made in Germany
- 2012 : Du Bist Gut
- 2015 : Oldschool
- 2018 : Nichts versäumt (live)
- 2020 : Licht

### Compilations
- 1984 : 99 Luftballons (comprenant des versions en anglais)
- 1989 : Alles (3 CD)
- 1991 : Nena : Die band
- 1991 : Tanz auf dem vulkan
- 1992 : Pures gold
- 1999 : Simply the best : The collection
- 2000 : Nur das best
- 2002 : Nur geträumt : Ihre grössten erfolge
- 2003 : Definitive Collection Columbia/Sony Music Media/Sony Germany SMM 483715 5-5099748371553
- 2003 : Alles Gute: Die Singles 1982-2002 (2CD) Sony Music Media/Sony Germany SMM 514712 9-5099751471295
- 2004 : Einmal ist keinmal (2 CD dont remixes)
- 2004 : Maxis & mixes (limited edition)
- 2007 : Hit collection

## Filmographie

### Films
- 1983 :  Gib Gas – Ich will Spaß (de)
- 1985 : Richy Guitar
- 1987 : Der Unsichtbare (de)

### Doublage
- 2006 : Eragon de Stefen Fangmeier : Saphira
- 2006 : Arthur et les Minimoys de Luc Besson : Selenia
- 2009 : Arthur et la Vengeance de Maltazard de Luc Besson : Selenia

## Animation
- 2011-2013 : The Voice of Germany (1re, 2e et 3e saison) : Juge et Coach
- 2017-2018 : The Voice Kids (5e et 6e saisons) : Juge/Coach aux côtés de sa fille Larissa Kerner